# Ford Model B (1904)
O Ford Model B foi um carro produzido pela Ford Motor Company e lançado em 1904. Foi produzido durante três anos até ser substituído pelo Model K em 1906 após ser menos vendido que o Ford Model C, cujo preço era 1/3 do que valia o Model B, que era U$ 2.000. Esse é o primeiro veículo com motor refrigerado a água.